# Callicista ocellifera
Callicista ocellifera är en fjärilsart som beskrevs av Augustus Radcliffe Grote 1873. Callicista ocellifera ingår i släktet Callicista och familjen juvelvingar. Inga underarter finns listade i Catalogue of Life.